# Штандарт президента Казахстана
Штандарт Президента Республики Казахстан (каз. Қазақстан президентінің байрағы) — один из знаков отличия Президента Республики Казахстан.

## Описание
Штандарт Президента Республики Казахстан представляет собой полотнище голубого цвета (цвета Государственного Флага Республики Казахстан) прямоугольной формы со сторонами в соотношении один к двум. В центре прямоугольника находится изображение Государственного Герба Республики Казахстан — цвета золота.
У древка — национальный орнамент в виде вертикальной полосы — цвета золота.
Полотнище с трех сторон окаймлено золотой бахромой. Древко штандарта увенчано бронзовым навершием рисунка типа «кошкар муйиз», к которому прикреплена пышная кисть.
На древке штандарта крепится серебряная скоба с выгравированными на государственном языке фамилией, именем и отчеством Президента Республики Казахстан и датами, указывающими срок его избрания.

## Штандарт (1995—2012)
Штандарт Президента Республики Казахстан представляет собой полотнище голубого цвета прямоугольной формы со сторонами в соотношении два к трем. В центре прямоугольника находится золотистый круг, в который вписана фигура юного вождя эпохи саков с поднятой правой рукой, восседающего на крылатом барсе. На руке всадника — браслет, на шее — гривна и амулет, на голове остроконечная шапка. Изображения всадника и барса цвета золота. Под барсом расположено изображение снежных вершин гор.
Полотнище с трех сторон окаймлено золотистой бахромой. Древко штандарта увенчано бронзовым навершением рисунка типа «кошкар муйиз», к которому прикреплена пышная кисть.
На древке штандарта крепится серебряная скоба с выгравированными на государственном языке фамилией, именем и отчеством Президента Республики Казахстан и датами, указывающими срок его избрания.

## Порядок использования
Местонахождением эталона штандарта Президента Казахстана является служебный кабинет в резиденции президента в Астане.
Штандарт президента Казахстана устанавливается в резиденции проживания главы государства в столице республики, над другими резиденциями во время пребывания в них президента республики, на транспортных средствах президента республики.
На торжественных и иных церемониях с участием главы государства устанавливается государственный флаг или штандарт президента.